# Lithostege rotundata
Lithostege rotundata är en fjärilsart som beskrevs av Alpheus Spring Packard 1874. Lithostege rotundata ingår i släktet Lithostege och familjen mätare. Inga underarter finns listade i Catalogue of Life.